# Niedersachsenpokal 2021/22
Der Niedersachsenpokal 2021/22 war die 66. Austragung des niedersächsischen Fußball-Verbandspokals der Männer. Zwei Mannschaften qualifizierten sich in getrennten Wettbewerben für die erste Hauptrunde im DFB-Pokal 2022/23, da Niedersachsen zu den drei Landesverbänden mit den meisten Herrenmannschaften im Spielbetrieb gehört und somit zwei Mannschaften in den Vereinspokal entsenden darf.

## Spielmodus
Es wurden zwei separate Wettbewerbe ausgespielt. Im einen traten niedersächsische Mannschaften der Drittligasaison 2021/22 sowie der Regionalliga Nord 2021/22 an. Im anderen Wettbewerb traten die Mannschaften der Oberliga Niedersachsen 2021/22 sowie die vier Bezirkspokalsieger an. Zweite Mannschaften waren nicht teilnahmeberechtigt. Gespielt wurde jeweils im K.-o.-System. Nach Ablauf der regulären Spielzeit wurden unentschiedene Spiele nicht um zweimal 15 Minuten verlängert, sondern umgehend per Elfmeterschießen entschieden. Ein Endspiel zwischen den Siegern der beiden Wettbewerbsbäume war nicht vorgesehen. Klassenniedrigere Mannschaften hatten Heimrecht.

## Teilnehmende Mannschaften
Am Wettbewerb der Dritt- und Regionalligisten nahmen zwölf, an dem der Amateure nehmen 24 Mannschaften teil.

### 3. Liga und Regionalliga
| 3. Liga die niedersächsischen Vereine der Saison 2021/22                              | Regionalliga Nord die niedersächsischen Vereine der Saison 2021/22               | Regionalliga Nord die niedersächsischen Vereine der Saison 2021/22 |
| - Eintracht Braunschweig - TSV Havelse - SV Meppen (Titelverteidiger) - VfL Osnabrück | - SV Atlas Delmenhorst - SV Drochtersen/Assel - HSC Hannover - VfV 06 Hildesheim | - SSV Jeddeloh - Lüneburger SK Hansa - VfB Oldenburg - BSV Rehden  |

### Amateure
| Oberliga Niedersachsen die Vereine der Saison 2021/22 | Oberliga Niedersachsen die Vereine der Saison 2021/22 | Bezirkspokal die Sieger der Saison 2020/21                                                                    |
| - TuS Bersenbrück - FT Braunschweig - MTV Eintracht Celle - 1. FC Germania Egestorf/Langreder - Kickers Emden - MTV Gifhorn - SVG Göttingen 07 - FC Hagen/Uthlede - SV Arminia Hannover - Heeslinger SC | - Blau-Weiß Lohne - Eintracht Northeim - VfL Oldenburg (Titelverteidiger) - SV Ramlingen-Ehlershausen - Rotenburger SV - SC Spelle-Venhaus - HSC BW Tündern - TB Uphusen - MTV Wolfenbüttel - Lupo Martini Wolfsburg | - SV Emmendorf (Lüneburg) - SC Gitter (Braunschweig) - Heesseler SV (Hannover) - SV Wallinghausen (Weser-Ems) |

## Wettbewerb 3. Liga / Regionalliga

### Qualifikation
Der SV Meppen erhielt als Titelverteidiger ein Freilos. Weitere Freilose gingen nach Losentscheid an die SV Drochtersen/Assel, den Lüneburger SK Hansa und den BSV Rehden.
| Datum                      |                           | Ergebnis        |                              |
| -------------------------- | ------------------------- | --------------- | ---------------------------- |
| 18. August 2021, 18:30 Uhr | HSC Hannover (IV)         | 0:6             | VfV 06 Hildesheim (IV)       |
| 18. August 2021, 19:00 Uhr | SSV Jeddeloh (IV)         | 0:0 (3:2 i. E.) | TSV Havelse (III)            |
| 31. August 2021, 17:45 Uhr | VfB Oldenburg (IV)        | 1:4             | Eintracht Braunschweig (III) |
| 31. August 2021, 18:00 Uhr | SV Atlas Delmenhorst (IV) | 0:3             | VfL Osnabrück (III)          |

### Viertelfinale
| Datum                         |                           | Ergebnis        |                              |
| ----------------------------- | ------------------------- | --------------- | ---------------------------- |
| 15. September 2021, 17:00 Uhr | VfV 06 Hildesheim (IV)    | 2:2 (3:2 i. E.) | Eintracht Braunschweig (III) |
| 15. September 2021, 18:30 Uhr | BSV Rehden (IV)           | 1:0             | SSV Jeddeloh (IV)            |
| 15. September 2021, 19:30 Uhr | SV Drochtersen/Assel (IV) | 1:0             | Lüneburger SK Hansa (IV)     |
| 6. Oktober 2021, 19:00 Uhr    | VfL Osnabrück (III)       | 2:3             | SV Meppen (III)              |

### Halbfinale
| Datum                     |                           | Ergebnis |                 |
| ------------------------- | ------------------------- | -------- | --------------- |
| 16. April 2022, 15:00 Uhr | SV Drochtersen/Assel (IV) | 2:3      | BSV Rehden (IV) |
| 4. Mai 2022, 18:00 Uhr    | VfV 06 Hildesheim (IV)    | 1:2      | SV Meppen (III) |

### Finale
| BSV Rehden                                             | BSV Rehden | SV Meppen | SV Meppen |
| ------------------------------------------------------ | --- | --- | --------- |
| BSV Rehden                                             | \| 18. Mai 2022 um 19:00 Uhr in Rehden (Waldsportstätten) \| \| Ergebnis: 1:0 (0:0) \| \| Schiedsrichter: Felix Bahr (Ahlerstedt) \| \| Spielbericht \| | \| 18. Mai 2022 um 19:00 Uhr in Rehden (Waldsportstätten) \| \| Ergebnis: 1:0 (0:0) \| \| Schiedsrichter: Felix Bahr (Ahlerstedt) \| \| Spielbericht \| | SV Meppen |
| BSV Rehden                                             | Flemming Niemann – Julijan Popovic (88. Niklas Kiene), Daniel Haritonov, Marco Kaffenberger, Serkan Temin, Bocar Djumo (90.+2' Jan Roschlaub), Kamer Krasniqi , Josip Tomic, Kevin Coleman (75. Shamsu Mansaray), Angelos Argyris, Pierre Becken Cheftrainer: Kristian Arambasic | Matthis Harsman – Jonas Fedl, Ole Käuper (60. Mike-Steven Bähre), Mike Feigenspan (61. Christoph Hemlein), Luka Tankulic (75. Lukas Krüger), Morgan Fassbender, Markus Ballmert, Lars Bünning, Max Dombrowka, David Blacha, Richard Sukuta-Pasu Cheftrainer: Rico Schmitt | SV Meppen |
| BSV Rehden                                             | 1:0 Mansaray (89.) | | SV Meppen |
| BSV Rehden                                             | Popovic, Temin, Kaffenberger | Tankulic, Bähre | SV Meppen |
| 18. Mai 2022 um 19:00 Uhr in Rehden (Waldsportstätten) | | |           |
| Ergebnis: 1:0 (0:0)                                    | | |           |
| Schiedsrichter: Felix Bahr (Ahlerstedt)                | | |           |
| Spielbericht                                           | | |           |

## Wettbewerb Amateure

### Qualifikation
Titelverteidiger VfL Oldenburg erhielt ein Freilos. Weitere Freilose gingen an den 1. FC Germania Egestorf/Langreder, den SV Emmendorf, SVG Göttingen 07, Blau-Weiß Lohne, SV Ramlingen/Ehlershausen, HSC Schwalbe Tündern und den SV Wallinghausen.
| Datum                        |                        | Ergebnis |                            |
| ---------------------------- | ---------------------- | -------- | -------------------------- |
| 7. August 2021, 14:00 Uhr    | Rotenburger SV (V)     | 2:1      | TB Uphusen (V)             |
| 7. August 2021, 15:00 Uhr    | SC Gitter (VI)         | 0:3      | SV Arminia Hannover (V)    |
| 7. August 2021, 16:00 Uhr    | Heesseler SV (VI)      | 0:3      | FT Braunschweig (V)        |
| 7. August 2021, 17:00 Uhr    | MTV Wolfenbüttel (V)   | 1:2      | Lupo Martini Wolfsburg (V) |
| 8. August 2021, 15:00 Uhr    | TuS Bersenbrück (V)    | 2:0      | MTV Eintracht Celle (V)    |
| 24. August 2021, 20:00 Uhr   | Kickers Emden (V)      | 3:1      | FC Hagen/Uthlede (V)       |
| 25. August 2021, 18:30 Uhr   | Eintracht Northeim (V) | 0:1      | MTV Gifhorn (V)            |
| 1. September 2021, 19:30 Uhr | SC Spelle-Venhaus (V)  | 1:4      | Heeslinger SC (V)          |

### Achtelfinale
| Datum                         |                               | Ergebnis        |                                       |
| ----------------------------- | ----------------------------- | --------------- | ------------------------------------- |
| 7. August 2021, 17:00 Uhr     | SV Emmendorf (VII)            | 0:9             | Blau-Weiß Lohne (V)                   |
| 25. August 2021, 18:30 Uhr    | SV Arminia Hannover (V)       | 3:1             | 1. FC Germania Egestorf/Langreder (V) |
| 25. August 2021, 18:30 Uhr    | VfL Oldenburg (V)             | 3:0             | Rotenburger SV (V)                    |
| 31. August 2021, 19:30 Uhr    | Kickers Emden (V)             | 1:0             | TuS Bersenbrück (V)                   |
| 1. September 2021, 18:15 Uhr  | MTV Gifhorn (V)               | 1:1 (4:5 i. E.) | Lupo Martini Wolfsburg (V)            |
| 1. September 2021, 18:30 Uhr  | SVG Göttingen 07 (V)          | 1:1 (4:3 i. E.) | HSC Schwalbe Tündern (V)              |
| 8. September 2021, 19:30 Uhr  | SV Wallinghausen (VII)        | 0:6             | Heeslinger SC (V)                     |
| 29. September 2021, 19:15 Uhr | SV Ramlingen/Ehlershausen (V) | 1:1 (3:5 i. E.) | FT Braunschweig (V)                   |

### Viertelfinale
| Datum                         |                            | Ergebnis |                      |
| ----------------------------- | -------------------------- | -------- | -------------------- |
| 15. September 2021, 19:30 Uhr | Kickers Emden (V)          | 0:4      | Heeslinger SC (V)    |
| 17. November 2021, 19:30 Uhr  | VfL Oldenburg (V)          | 1:4      | Blau-Weiß Lohne (V)  |
| 11. Dezember 2021, 13:30 Uhr  | SV Arminia Hannover (V)    | 2:1      | SVG Göttingen 07 (V) |
| 11. Dezember 2021, 13:30 Uhr  | Lupo Martini Wolfsburg (V) | 7:0      | FT Braunschweig (V)  |

### Halbfinale
| Datum                     |                     | Ergebnis |                            |
| ------------------------- | ------------------- | -------- | -------------------------- |
| 18. April 2022, 15:00 Uhr | Heeslinger SC (V)   | 4:1      | SV Arminia Hannover (V)    |
| 18. April 2022, 15:00 Uhr | Blau-Weiß Lohne (V) | 3:1      | Lupo Martini Wolfsburg (V) |

### Finale
| Heeslinger SC                                             | Heeslinger SC | Blau-Weiß Lohne | Blau-Weiß Lohne |
| --------------------------------------------------------- | --- | --- | --------------- |
| Heeslinger SC                                             | \| 21. Mai 2022 um 16:40 Uhr in Hannover (Eilenriedestadion) \| \| Ergebnis: 0:0, 5:6 i. E. \| \| Schiedsrichter: Marius Schlüwe (Laatzen) \| \| Spielbericht \| | \| 21. Mai 2022 um 16:40 Uhr in Hannover (Eilenriedestadion) \| \| Ergebnis: 0:0, 5:6 i. E. \| \| Schiedsrichter: Marius Schlüwe (Laatzen) \| \| Spielbericht \|                                                                            | Blau-Weiß Lohne |
| Heeslinger SC                                             | Arne Exner – Sidney-Philipp Wix (90.+3' Tim Franke), Lennard Martens, Kevin Rehling , Maximilian Köhnken (66. Fabio Manuel Dias), Marco Sobolewski (46. Mika Kraßmann), Raoul-Mahmadi Cissé, Oliver Warnke, Jan-Ove Edeling, Marco Schuhmann (81. Robin Janowsky), Bo Weishaupt Cheftrainer: Lars Uder | Christoph Bollmann – Christian Düker, Felix Övermann , Christopher Schepp, Kai Westerhoff, Phil Sarrasch, Jakub Bürkle, Sandro Heskamp (78. Frank Placke), Aaron Goldmann, Rilind Neziri, Malte Wengerowski Cheftrainer: Henning Rießelmann | Blau-Weiß Lohne |
| Heeslinger SC                                             | Elfmeterschießen | | Blau-Weiß Lohne |
| Heeslinger SC                                             | 1:0 Rehling 2:1 Cissé 3:2 Edeling 4:3 Weishaupt 5:4 Martens | 1:1 Düker 2:2 Bürkle 3:3 Westerhoff 4:4 Övermann 5:5 Schepp 5:6 Neziri | Blau-Weiß Lohne |
| Heeslinger SC                                             | Övermann, Düker | | Blau-Weiß Lohne |
| Heeslinger SC                                             | Dias (90.+4') | | Blau-Weiß Lohne |
| 21. Mai 2022 um 16:40 Uhr in Hannover (Eilenriedestadion) | | |                 |
| Ergebnis: 0:0, 5:6 i. E.                                  | | |                 |
| Schiedsrichter: Marius Schlüwe (Laatzen)                  | | |                 |
| Spielbericht                                              | | |                 |